# Jönköpings AIF
Jönköpings AIF var en idrottsförening i Jönköping. Den bildades 1901 och avregistrerades 2001.

## Grenar

### Friidrott
1936 blev Bernt Carlén SM-tvåa i höjdhopp utan ansats och blev distriktsmästare på 110 meter häck. 2001 övertog IKHP friidrotten.

### Innebandy
I december 1995 bildades en sektion för innebandy.